# Mashonda
Mashonda Tifrere-Dean, conocida profesionalmente como Mashonda, es una cantante de R&B que trabaja para Full Surface/J Records. Nació en Massachusetts y creció en Nueva York. Es compañera de discográfica de Cassidy y colaboró con el rapero en la canción "Get No Better" de su álbum Split Personality en 2004. También aparece en el álbum All Or Nothing de Fat Joe, en el tema "Listen Baby".
La publicación de su álbum debut, prevista para el año 2006, January Joy, fue aplazada debido a la poca respuesta en el mundo del R&B hacia ella. El disco incluye los sencillos "Back Of The Club" y "Blackout" con Snoop Dogg. 
Es la exesposa del productor Swizz Beatz.

## Discografía

### Álbumes
- 2005: January Joy {Lanzado solo en Europa}

### Sencillos
- 2004: "Get No Better" (con Cassidy)
- 2005: "Blackout" (con Snoop Dogg)
- 2005: "Back Of The Club"
- 2005: "Blackout Remix" (con Nas)
- 2005: "Back Of The Club Remix" (con The Game)